# Џон Кабот
Џон Кабот (енгл. John Cabot; око 1450 — око 1499), односно Ђовани Кабото (итал. Giovanni Caboto), како му је било право име, био је млетачки морепловац у енглеској служби за кога се сматра да је био један од првих Европљана који су ступили на тло Северне Америке.

## Име и порекло
Кабот је данас познат као Ђовани Кабото на италијанском, Зуан Кабото на венецијанском, Жан Кабот на француском и Џон Кабот на енглеском. Ово је био резултат некада свеприсутне европске традиције нативизације имена у локалним документима, чега се често придржавају и саме особе. У Венецији је Кабот потписао своје име као „Зуан Кабото”, Зуан је облик Јована типичан за Венецију. Овај облик је наставио да користи у Енглеској, барем међу Италијанима. Његов италијански банкар у Лондону га је назвао 'Ђиовани', у једином познатом документу из тог времена који је користио ову верзију његовог имена.
Кабот је рођен у Италији, син Ђулија Кабота и његове супруге. Имао је брата Пјера. Гаета (у провинцији Латина) и Кастиљоне Чаварезе (у Провинцији Ђенова) су предложени као родна места. Главни доказ за Гаету су записи о породици Кабото која је тамо боравила до средине 15. века, али је записи о њима пресахли након 1443. године.
Педро де Ајала, шпански изасланик и Каботов савременик у Лондону, описао га је у писму шпанској круни 1498. године као „још једног Ђеновљана попут Колумба“. Син Џона Кабота, Себастијан, рекао је да је његов отац пореклом из Ђенове. Године 1476, Кабот је постао грађанин Венецијанске Републике, што је захтевало најмање петнаест година боравка у граду; те је морао да живи у Венецији најмање од 1461.

## Младост
Кабот је можда рођен нешто раније од 1450. године, што је приближни датум који се најчешће наводи за његово рођење. Године 1471, Кабот је примљен у верско братство Скуола Гранде ди Сан Ђиовани Евангелиста. Пошто је ово било једно од престижних градских братстава, његово прихватање сугерише да је већ био поштован члан заједнице.
Када је 1476. стекао пуно венецијанско држављанство, Кабот је имао право да се бави поморском трговином, укључујући трговину у источном Медитерану која је била извор великог дела богатства Венеције. Претпоставља се да је ушао у овај занат убрзо након тога. Један документ из 1483. говори о његовој продаји роба на Криту којег је стекао док је био на територији египатског султана, која је тада чинила већину данашњег Израела, Сирије и Либана. Ово није довољно да докаже Каботову каснију тврдњу да је посетио Меку, што је рекао 1497. миланском амбасадору у Лондону. У овој медитеранској трговини, можда је стекао боље знање о пореклу источњачке робе којом би се бавио (као што су зачини и свила) него већина Европљана у то време.
„Зуан Кабото“ (Џон Кабот) се помиње у разним венецијанским записима касних 1480-их. Ово указује да је до 1484. године био ожењен Матеом и да је већ имао више синова. Каботови синови су били Лудовико, Себастијан и Санкто. Венецијански извори садрже референце да је Кабот био укључен у изградњу кућа у граду. Можда се ослањао на ово искуство када је касније тражио посао у Шпанији као грађевински инжењер.
Изгледа да је Кабот упао у финансијске проблеме током касних 1480-их и напустио Венецију као несолвентни дужник до 5. новембра 1488. Преселио се у Валенсију, Шпанија, где су његови повериоци покушали да га ухапсе слањем lettera di raccomandazione a giustizia („писмо препоруке праводуђу“) властима. Док је био у Валенсији, „Џон Кабот Монтекалунја” (како се он назива у локалним документима) предложио је планове за побољшање луке. Ови предлози су, међутим, одбијени. Почетком 1494. преселио се у Севиљу, где је предложио, добио је уговор за изградњу и пет месеци радио на изградњи каменог моста преко реке Гвадалкивир. Од овог пројекта се одустало одлуком Градског већа од 24. децембра 1494. године. Након овога изгледа да је Кабот тражио подршку у Севиљи и Лисабону за експедицију на Атлантику, пре него што се преселио у Лондон да тражи финансирање и политичку подршку. Вероватно је стигао у Енглеску средином 1495. године.

## Биографија
Кабото је рођен у Фиренци, али се преселио у Венецију чије је грађанско право стекао 28. марта 1478. године. Због тога се обично и води као млетачки морепловац. Под заставом Републике св. Марка путовао је у Арабију и ту је упућен у тадашња географска разматрања да се до Острва зачина може стићи (имагинарним) Северним пролазом.
Са своја три сина: Лодовиком, Себастијаном и Санктом, Кабот је 1490. отишао у Енглеску и населио се у луци Бристол која му је остала дом до смрти. Након што је стигла вест о успеху Колумбовог путовања из 1492, Кабот је своје услуге понудио енглеском краљу Хенрију VII Тјудору. Морепловац је своје планове и изгледе предочио енглеском монарху, а не италијанским државицама из којих је дошао.
После неуспешног покушаја из 1496, Кабот је у мају 1497. испловио из луке Бристол на броду Матија (енгл. Matthew). Сама пловидба је прошла без већих догађаја, али се Кабот после једномесечне пловидбе 24. јуна искрцао на источној обали данашње Канаде. Иако место првог искрцавања није у потпуности познато, у Уједињеном Краљевству и Канади је општеприхваћено да је у питању залив Бонависта у Њуфаундленду. Пошто је видео трагове насељених места, Кабот је истражио обалу и уцртао је у прву карту северноамеричке обале од Нове Шкотске до Њуфаундленда.
Кабот је, слично Колумбу, веровао да је стигао до северноисточне обале Азије. Вратио се у Енглеску 6. августа 1497. где је његово путовање оцењено као успешно. Планирао је ново путовање које је требало да резултује посетом Јапану и 3. фебруара 1498. је добио писана одобрења за друго путовање. Кабот је исте године испловио за Њуфаундленд са пет бродова. Успут, један од бродова се вратио пошто је оштећен у олуји, док се за осталих четири више никада није чуло.
Каботова путовања су представљала основу за касније енглеске претензије на територију будуће колоније Канаде.

### Примарни извори
- Introduction and Source: "Salazar's account of Bristol's discovery of the Island of Brasil (pre-1476)", The Smugglers' City, History Dept., University of Bristol
- Sources: "First Letters Patent granted by Henry VII to John Cabot, 5 March 1496", The Smugglers' City, History Dept., University of Bristol
- "Lorenzo Pasqualigo to his brothers at Venice, 23 August 1497", The Smugglers' City, History Dept., University of Bristol
- "Raimondo de Raimondi de Soncino, Milanese Ambassador in England, to Ludovico Maria Sforza, Duke of Milan, 18 December 1497, The Smugglers' City, History Dept., University of Bristol
- 'Letter, author unknown: "News sent from London to the Duke of Milan, 24 August 1497", The Smugglers' City, Dept. of History, University of Bristol, briefly notes Cabot's voyage
- The grant of a pension of £20 per year to John Cabot, 13 December 1497, University of Bristol, Explore Bristol Research, 2011.
- Warrant for the payment of John Cabot’s pension, 22 February 1498, University of Bristol, Explore Bristol Research, 2011.